# تود سكينر
تود سكينر (بالإنجليزية: Todd Skinner)‏ هو متسلق صخور ‏ أمريكي، ولد في 27 أكتوبر 1958 في باينديل في الولايات المتحدة، وتوفي في 23 أكتوبر 2006 في منتزه يوسيميتي الوطني في الولايات المتحدة.